# Coprosma buchananii
Coprosma buchananii là một loài thực vật có hoa trong họ Thiến thảo. Loài này được Kirk mô tả khoa học đầu tiên năm 1891.